# Ablabesmyia limbata
Ablabesmyia limbata es una especie de insecto díptero. Fue descrito por primera vez en 1915 por Lundstrom. 
Pertenece al género Ablabesmyia, familia Chironomidae.

## Distribución
Se distribuye por Rusia.